# Maren Diebel-Ebers
Maren Diebel-Ebers (* 28. April 1981 in Freiburg im Breisgau) ist eine deutsche Gewerkschafterin (DGB) und Volkswirtin. Seit Februar 2022 ist sie stellvertretende Vorsitzende des DGB Baden-Württemberg.

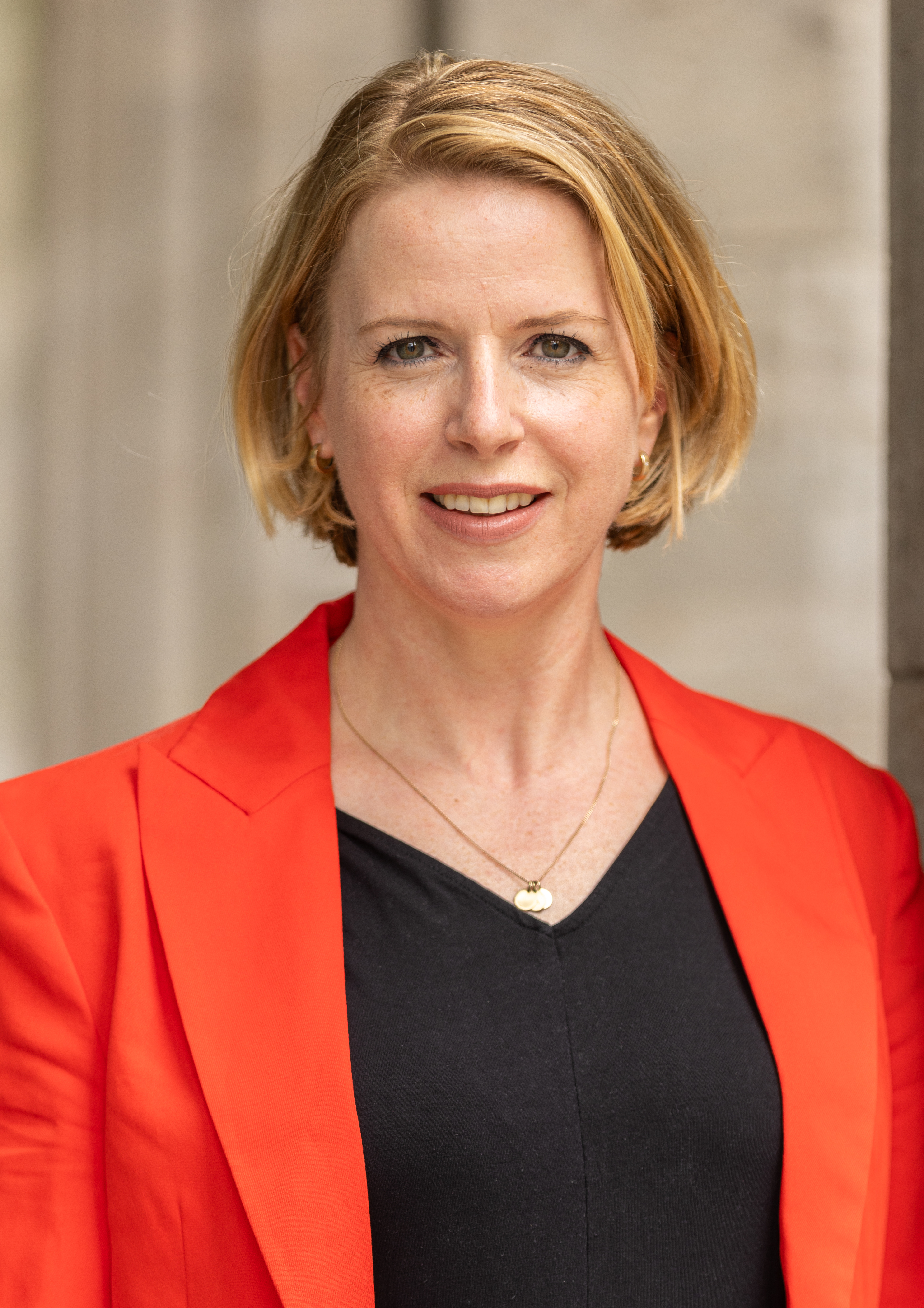
Maren Diebel-Ebers (DGB/Anna Sieger)

## Leben
Maren Diebel-Ebers wurde 1981 in Freiburg im Breisgau geboren. Sie ist verheiratet und hat zwei Kinder.
Im Jahr 1998 legte Maren Diebel-Ebers die mittlere Reife an der Realschule Kirchzarten ab. Anschließend erwarb sie 2001 die allgemeine Hochschulreife am Walter-Eucken-Gymnasium in Freiburg im Breisgau. Nach dem Abitur begann sie ihr Studium der Volkswirtschaftslehre an der Albert-Ludwigs-Universität in Freiburg im Breisgau mit den Schwerpunkten Sozialpolitik, Arbeit und Personal. Den Abschluss als Diplom-Volkswirtin erlangte sie 2008.

## Gewerkschaft und Politik
Nachdem sie im Jahr 2008 als wissenschaftliche Mitarbeiterin im Berliner Büro des Bundestagsabgeordneten Lothar Binding gearbeitet hatte, wurde sie Büroleiterin in seinem Wahlkreisbüro. Dort arbeitete sie bis 2011, bis sie eine Stelle als Gewerkschaftssekretärin beim Deutschen Gewerkschaftsbund im Bezirk Baden-Württemberg an der Regionsgeschäftsstelle Mannheim annahm. 2018/2019 arbeitete sie im DGB-Pilotprojekt eSta zu regionaler Strukturpolitik und öffentlicher Daseinsvorsorge mit.
2020 begann sie eine Weiterbildung zu Intersectoral Governance für Führungskräfte an der Dualen Hochschule Baden-Württemberg, die sie 2022 abschloss.
Maren Diebel-Ebers ist seit 2008 Mitglied der SPD. Dort übte sie einige Ehrenämter aus. Von 2010 bis 2011 war sie Sprecherin der Jusos Heidelberg, 2010 bis 2012 stellvertretende Vorsitzende des SPD-Ortsvereins Bergheim.
Seit Oktober 2023 ist Maren Diebel-Ebers Alternierende Vorsitzende des Verwaltungsrates der AOK Baden-Württemberg.

## Publikationen
- mit Kai Burmeister und Jendrik Scholz: Eine Gerechtigkeitsoffensive für Baden-Württemberg – Gewerkschaftliche Forderungen für die Transformation von Arbeit, Wirtschaft und Gesellschaft. In: C. Schmitz, & H.-J. Urban (Hrsg.): Das neue Normal – Konflikte um die Arbeit der Zukunft. Bund-Verlag, Frankfurt am Main 20923, S. 63–74
- mit Kai Burmeister und Jendrik Scholz: Fachkräftemangel: Thesen, Befunde und Handlungsempfehlungen aus gewerkschaftlicher Sicht. SSOAR, GESIS – Leibniz-Institut für Sozialwissenschaften e.V., Mannheim 2023